# 上本博紀
上本 博紀（うえもと ひろき、1986年7月4日 - ）は、広島県福山市出身の元プロ野球選手（内野手、右投右打）、プロ野球コーチ。
広島東洋カープ所属の上本崇司は実弟。阪神選手時代の2014年から2017年まで選手会長を務めた。

## 経歴

### プロ入り前
福山市立松永小学校4年生の時に「松永ソフトボールクラブ」にてソフトボールを始めた。中学生時代には、地元の軟式野球のクラブチーム「松永ヤンキース」に所属。1年生の秋から「1番・二塁手」としてスタメンに定着すると、3年時には年間約60試合のリーグ戦で122個の盗塁を記録した。
広陵高等学校への進学後は、甲子園球場で開かれる春夏の全国大会に、1年夏から3年春まで4季連続で出場。2年春（2003年）の選抜高等学校野球大会では、1番打者として、1学年先輩の西村健太朗・白濱裕太などと共に優勝を経験した。この大会で放った12安打は、選抜大会の1大会における個人安打の2位タイ記録である。同年夏の全国高等学校野球選手権全国大会では2回戦で敗れたが、先頭打者本塁打を含む10打席連続出塁（6打数6安打4四球1本塁打）をマーク。大会後のアジアAAA選手権で日本代表として出場すると、最優秀守備選手賞を獲得した。主将として迎えた3年春（2004年）の選抜大会には、捕手不足のチーム事情を背景に、「3番・捕手」として出場。夏の選手権広島大会には「1番・二塁手」として準々決勝にまで進出したが、広島商業高校の前に5季連続の全国大会出場を阻まれた。
早稲田大学スポーツ科学部への進学後は、東京六大学野球のリーグ戦に、1年の春季から正二塁手として出場。在学中のリーグ戦全104試合でフルイニング出場を果たすと、4年時には主将も務めた。リーグ戦通算では、打率.265（411打数109安打）、 4本塁打、46打点、39盗塁を記録したほか、二塁手としてベストナインを5回受賞。4年の春季リーグ・対慶應義塾大学1回戦では、ホームスチールを成功させた。さらに、在学中には第35回日米大学野球・第3回世界大学野球代表、第36回日米大学野球代表、第4回世界大学野球代表に選出。いずれの大会でも、正二塁手として活躍した。同期には生島大輔がいた。
2008年10月30日に行われたドラフト会議では、阪神タイガースから3位指名を受け、契約金7000万円、年俸1000万円（金額は推定）という条件で入団した。背番号は4。

### プロ入り後
2009年は、ウエスタン・リーグ公式戦88試合に出場すると、リーグの最終規定打席に到達。リーグ3位の16盗塁を記録したが、打率は最終規定打席到達者（15選手）で最も低い.241で、一軍への昇格にも至らなかった。
2010年は、7月8日の対東京ヤクルトスワローズ戦（阪神甲子園球場）8回表から、二塁手として一軍公式戦に初めて出場した。翌9日の対横浜ベイスターズ戦（甲子園）では、8回裏に代走で二塁への盗塁を試みたところ、相手捕手橋本将の送球が自身の身体を直撃。送球が外野に転がる間に一気に本塁へ生還したため、公式戦初盗塁と初得点を同時に記録した。同年8月25日の対広島東洋カープ戦（京セラドーム大阪）では、梅津智弘からの適時打で公式戦初安打・初打点も記録。9月5日に地元のMAZDA Zoom-Zoom スタジアム広島で催された同カードでは、「8番・二塁手」として公式戦では初めてのスタメンに起用されると、初めて猛打賞を記録した。同年レギュラーシーズン全体では、公式戦28試合の出場ながら、打率.333、2打点、2盗塁、11得点という好成績を残した。
2011年は、7月1日の対横浜戦（倉敷マスカットスタジアム）で大原慎司から一軍公式戦初本塁打、同月27日の対中日ドラゴンズ戦（甲子園）でチェン・ウェイン（いずれも左腕投手）から満塁本塁打を放つなど、このシーズンは3本塁打を記録した。
2012年は、オープン戦の守備中に左肘内側の副靱帯を痛めた影響で、7月1日から公式戦に合流。62試合の出場で1本塁打にとどまったものの、二塁打数が前年の7本から13本、盗塁数が8個から13個に増えた。さらに、公式戦で初めての三塁打も放っている。
2013年は、オープン戦期間中のワールド・ベースボール・クラシック（WBC）開催を目前に控えた2月26日に、阪神とWBC日本代表との強化試合（京セラドーム大阪）で阪神の「1番・遊撃手」としてスタメン出場を果たした。しかし、6回表の守備で日本代表の打者・坂本勇人の飛球を追って後退した際に、左翼手の伊藤隼太と交錯。転倒したまま起き上がれなくなったため、グラウンド上から担架で運び出された。さらに、その後の診断で、右目周辺の裂傷と左足首前距腓靱帯の損傷が判明。6月5日に二軍の全体練習へ合流したが、その後に左足首の痛みが再発したため、同月24日に左足関節内のクリーニング手術を受けた。同年8月29日の対読売ジャイアンツ（巨人）戦（東京ドーム）では、スタメンで一軍に復帰するとともに、プロ入り後初めて三塁手の守備に就いた。結局、公式戦には25試合の出場にとどまった。
2014年は、阪神選手会の第15代会長に就任するとともに、プロ入り後初めて公式戦の開幕を一軍で迎えた。二塁手の西岡剛が、同年3月30日に巨人との開幕カード第2戦（東京ドーム）の守備中に重傷を負ってからは、西岡に代わる「1番・二塁手」としてスタメンに定着。4月10日の対横浜DeNAベイスターズ戦（甲子園）では、9回裏の第5打席で、ホルヘ・ソーサからプロ入り後初のサヨナラ安打を記録した。5月3日の対ヤクルト戦（明治神宮野球場）の守備中に、雄平の打球を右手に受けて親指末節骨を骨折したが、セ・パ交流戦から戦線に復帰。レギュラーシーズン全体では、公式戦で自己最多の131試合に出場した。初めて規定打席に到達するとともに、打率.276、 出塁率 .368、7本塁打、38打点、20盗塁という自己最高の成績を残したが、守備面ではセントラル・リーグの二塁手では最も多い17失策を記録した。シーズン終了後の11月11日に甲子園球場で開かれた「日本プロ野球80周年記念試合」では、阪神・巨人連合チームの「2番・二塁手」としてスタメンに起用されると、フル出場で4打数2安打2打点という成績を残した。
2015年は、29歳の誕生日と重なった7月4日の対DeNA戦（横浜）で、「1番・二塁手」としてスタメンに起用。1回表の第1打席に、山口俊から初球先頭打者本塁打を記録した。しかし、同年8月4日の対広島戦（マツダスタジアム）で、守備中にダイビングキャッチを試みた際に腰と股関節を強打。出場選手登録の抹消（同月6日）を経て、精密検査を受けた結果、左上前腸骨棘の亀裂骨折と診断された。同月26日に一軍復帰を果たしたが、9月12日に左太もも裏の肉離れで再び登録を抹消。そのままシーズンを終えた。レギュラーシーズン全体では、公式戦108試合に出場。失策数は12で前年より減少したものの、前半戦に打率が低迷したこともあって、打撃・走塁面の成績は総じて前年を下回った。
2016年は、任期満了によって前年で退任する予定だった選手会長を引き続き務める一方で、春季キャンプから西岡や大和と正二塁手争いを展開。しかし、公式戦の開幕後は西岡のスタメン起用が続いた。結局、上本は開幕から代打で2試合に起用された後に、4月3日から5月7日まで二軍での調整を余儀なくされた。故障以外の理由で一軍を離れたのは、2010年9月30日以来6年振りであった。さらに、6月1日の対東北楽天ゴールデンイーグルス戦（楽天Koboスタジアム宮城）の打撃練習中に腰痛を発症。後に前屈できない状態へ陥ったことから、翌2日から1ヶ月にわたって出場選手登録を抹消された。結局、公式戦では2本塁打、打率.257を記録したものの、出場試合数は前年の108試合から45試合に半減。3年連続のセ・リーグ最終規定打席到達を逃したほか、盗塁数も3にとどまった。シーズンオフに、背番号を00に変更した。
2017年は、レギュラーシーズンの前半戦には、3割前後の打率を記録するほど好調な打撃を背景に、正二塁手の座を奪い返した。8月1日の対広島戦（マツダ）では、7回表の第4打席で左中間に飛球を放ったところ、打球と左翼手の松山竜平が外野のフェンスに激突。上本は、広島の外野陣がフェンスで跳ねた打球の処理へ手間取る隙にダイヤモンドを一周できたことから、シーズン6号本塁打をプロ入り後初めてのランニング本塁打で記録した。阪神の選手による公式戦でのランニング本塁打は、1998年7月4日に広島市民球場で催された同カードで坪井智哉が記録して以来19年振りである。しかし、1点ビハインドで迎えた9回表一死一塁での第5打席で今村猛から空振り三振を喫した際に、上体が回転したあげく広島の捕手・會澤翼と正面から向かい合う形となり、さらに一塁走者の西岡剛が二塁にスタートを切っていたことから、上本は「會澤から二塁への送球を妨げた」として、球審の杉永政信から守備妨害によるアウトを宣告されるという異例の展開で試合終了に至った。9月には月間打率が.435にまで達するほど好調で、セ・リーグのレギュラーシーズン最終規定打席にも2年振りに到達。スタメンを外れていた5日の対広島戦（マツダ）6回表には、公式戦自己最多のシーズン8号本塁打を代打で記録した。9月30日・10月1日に東京ドームで催された巨人との2連戦では、「2番・二塁手」としてスタメンに起用された第1戦で、1回表の第1打席に巨人先発・畠世周の投球を左側頭部に受けて退場。しかし、翌日の第2戦にもスタメンで出場すると、5回表1死無走者で迎えた第3打席で救援登板の畠からシーズン9号本塁打を放った。レギュラーシーズン全体では、公式戦125試合に出場。打率3割と2桁本塁打にはわずかに及ばなかったものの、出塁率.366や長打率.403という好成績を残した。その一方で、シーズン終了後の11月9日には、右足関節のクリーニング手術を受けた。
2018年は、前述したクリーニング手術の影響で、春季キャンプ中に二軍で調整。2016年の途中まで二遊間を組んでいた鳥谷がキャンプ中に三塁手から二塁手へ転向したが、上本自身もオープン戦の途中から、二塁手として一軍の実戦へ復帰した。レギュラーシーズンでは、開幕当初こそ鳥谷・西岡と併用されたものの、4月下旬から「1番・二塁手」としてスタメンへ定着。5月には、1日の対DeNA戦から4日の対中日戦（いずれも甲子園）まで、3試合連続猛打賞を記録した。阪神の選手では2014年のマット・マートン以来の記録で、3試合とも3本の安打を放っていたため、この間にシーズンの通算打率が.422にまで達した。しかし、5日の対中日戦（甲子園）1回裏に、二塁への盗塁で左膝を負傷したため途中交代。同日付で出場選手登録を抹消されると、後の診察で左膝の前十字靭帯を損傷していることが判明した。6月に靭帯の再建手術を受けたため、残りシーズンでの実戦復帰には至らず、一軍公式戦では打率.422を記録しながら20試合の出場にとどまった。なお、シーズン中に国内FA権の取得要件を満たしたが、シーズン終了後には権利を行使せずチームへ残留する意向を表明した。
2019年は、前年に受けた左膝手術の影響が残る状況で、春季キャンプから一軍に帯同した。レギュラーシーズンでは、「2番・二塁手」としてスタメンに起用された5月3日の対DeNA戦（甲子園）6回裏の第3打席に一軍公式戦初登板の阪口皓亮に代わり、国吉佑樹が投じた初球でこの年唯一の本塁打をマーク。この本塁打は、公式戦としては自身1年振りで、令和時代のNPB一軍公式戦で阪神の日本人選手が初めて放った本塁打でもあった。その一方で、代打から出場した6月29日の対中日戦（ナゴヤドーム）では、8回裏からプロ入り後初めて一塁の守備に就いた。このようにシーズンを通じて起用法が安定せず、8月には一時二軍での再調整を余儀なくされた。一軍公式戦全体では62試合の出場どまりで、自己最低の打率.192、1本塁打、6打点を記録するなど低迷。シーズン終了後には、前年に取得した国内FA権を行使せず、秋季キャンプへ3年振りに参加した。キャンプ終了後の12月5日に、推定年俸4,800万円（前年から1,200万円減）という条件で契約を更改。
2020年は、春季キャンプから一軍に帯同していたが、レギュラーシーズンの開幕後は一軍と二軍を2度にわたって往復。一軍公式戦では左投手の先発が予告されている試合でのスタメンや左投手相手の代打へ随時起用されていたものの、シーズン終盤の10月下旬時点で出場が25試合、打率が.171にとどまっていた。同月末には翌年の戦力構想から外れていることや、本人が他球団での現役続行を模索していることが相次いで報じられた。11月6日にはこの年限りで福留孝介・能見篤史と共に退団することを球団から正式に発表された。球団からは一軍のレギュラーシーズン最終戦（11月11日の対DeNA戦＝甲子園）への出場を打診されたが、自身の意向で固辞したため、阪神の選手としては同月1日のウエスタン・リーグ最終戦（タマホームスタジアム筑後での対ソフトバンク戦）で公式戦への出場を終えた。12月2日付でNPBから自由契約選手として公示。結局、他球団から獲得のオファーを受けるまでには至らず、12月21日に現役引退を発表した。

### 現役引退後
引退後は、阪神球団の職員として、球団本部の振興部に配属された。2021年からの2年間は、同部が運営する「タイガースアカデミー　ベースボールスクール」の専属コーチとして活動。
また、現役時代のチームメイトだった今成亮太が「T-SHOP」（球団公式オンラインショップ）でMCを務める「ライブショッピング」（公式グッズを紹介する動画のライブ配信）にゲストとして随時出演。さらに、NPBのオフシーズン（自主トレーニングから春季キャンプまでの期間）を中心に、野球解説者として阪神関連のスカイAの中継に登場している。
2022年の「NPB12球団ジュニアトーナメント」では、阪神タイガースジュニアチームの監督として、チームを初優勝に導いた。
2023年は野原祐也（現役時代のチームメイト）の後任で、阪神タイガース Womenの第2代監督を務め、第19回全日本大会では初優勝に導いた。
2023年10月25日、2024年シーズンからの阪神球団のコーチ就任会見が行われ、2023年11月に高知県安芸市で行われる秋季キャンプから指導にあたる予定であることが発表された。肩書きは二軍野手コーチで、背番号は71。
2024年10月21日、2025年シーズンより一軍打撃コーチに配置転換されることが発表された。

## 選手としての特徴
高校時代の監督である中井哲之から、「間違いなく天才です。プロとしては体が小さいですが、それを補って余りあるほど野球IQが高い」との評価を受けていた。中井は、上本から引退の報告を受けた後に、「あの（小柄な）体で12年間よう（よく）やった。（野球選手なら）誰にでも引退の日が来るものだが、上本にはケガとの戦いが続いたので、『ケガさえなければ・・』とも思う」と述べている。
ボールゾーンスイング率が低く、選球眼の高さも持ち味であった。2015年に打撃が低迷した理由について、「（『犠打や進塁打などの小技が求められる』という）2番打者としての先入観にとらわれるあまり、ちょこちょこやって失敗した」と分析。そのうえで、「今後は、起用される打順に関係なく、（バットを）強く振ることをもっと意識したい」と語っている。
阪神の正二塁手に定着した2014年と2015年には、セントラル・リーグの二塁手としてシーズン最多の失策数を記録した。さらに、2015年の阪神秋季キャンプでは、前述した故障の多さを新任の首脳陣が憂慮。高校の先輩・かつてのチームメイトで新任の監督であった金本による「複数ポジション制構想」の下で、身体への負担を軽減させるべく、外野の守備練習にも取り組んでいた。翌2016年の二軍調整中には、当時の一軍外野陣が手薄だったことなどを背景に、左翼手としてウエスタン・リーグ公式戦のスタメンに起用されることもあった。

## 人物
実弟の崇司は、博紀に続いて広陵高校を卒業した後に、明治大学へ進学。広島入団後の2013年9月18日には、広島対阪神戦（MAZDA Zoom-Zoom スタジアム広島）に、守備固めながら兄弟揃っての出場を果たした。7回表から崇司が遊撃の守備に就いた後に、博紀もその裏の守備から二塁手として登場したことによるもので、野球人生では初めての経験だったという。ちなみに、博紀・崇司とも、広陵高校への在学中に全国高等学校野球選手権の全国大会へ出場。博紀は2003年の対東海大甲府高校戦、崇司は2008年の対横浜高校戦で先頭打者本塁打を記録している。
知人の紹介で2012年末から交際していた一般女性と、2014年1月25日に結婚したことを発表した。上本自身の弁によれば、女性はドキンちゃん（『アンパンマン』に登場するキャラクター）に似ているという。

## 詳細情報

### 年度別打撃成績
| 年 度      | 球 団      | 試 合 | 打 席 | 打 数 | 得 点 | 安 打 | 二 塁 打 | 三 塁 打 | 本 塁 打 | 塁 打 | 打 点 | 盗 塁 | 盗 塁 死 | 犠 打 | 犠 飛 | 四 球 | 敬 遠 | 死 球 | 三 振 | 併 殺 打 | 打 率 | 出 塁 率 | 長 打 率 | O P S |
| ---------- | ---------- | ----- | ----- | ----- | ----- | ----- | -------- | -------- | -------- | ----- | ----- | ----- | -------- | ----- | ----- | ----- | ----- | ----- | ----- | -------- | ----- | -------- | -------- | ----- |
| 2010       | 阪神       | 28    | 16    | 15    | 11    | 5     | 1        | 0        | 0        | 6     | 2     | 2     | 1        | 0     | 0     | 1     | 1     | 0     | 1     | 1        | .333  | .375     | .400     | .775  |
| 2011       | 阪神       | 67    | 131   | 108   | 20    | 27    | 7        | 0        | 3        | 43    | 13    | 8     | 3        | 7     | 2     | 14    | 0     | 0     | 27    | 0        | .250  | .331     | .398     | .729  |
| 2012       | 阪神       | 62    | 224   | 197   | 22    | 50    | 13       | 1        | 1        | 68    | 7     | 13    | 4        | 2     | 1     | 19    | 0     | 5     | 46    | 3        | .254  | .333     | .345     | .678  |
| 2013       | 阪神       | 25    | 70    | 59    | 13    | 15    | 3        | 0        | 2        | 24    | 8     | 2     | 1        | 2     | 0     | 8     | 0     | 1     | 19    | 1        | .254  | .353     | .407     | .760  |
| 2014       | 阪神       | 131   | 600   | 515   | 90    | 142   | 28       | 5        | 7        | 201   | 38    | 20    | 10       | 7     | 2     | 70    | 0     | 6     | 97    | 7        | .276  | .368     | .390     | .758  |
| 2015       | 阪神       | 108   | 452   | 375   | 44    | 95    | 18       | 1        | 4        | 127   | 31    | 19    | 11       | 29    | 0     | 44    | 1     | 4     | 69    | 1        | .253  | .338     | .339     | .677  |
| 2016       | 阪神       | 45    | 113   | 101   | 18    | 26    | 7        | 0        | 2        | 39    | 8     | 3     | 0        | 0     | 0     | 12    | 0     | 0     | 14    | 0        | .257  | .336     | .386     | .722  |
| 2017       | 阪神       | 125   | 488   | 409   | 57    | 116   | 20       | 1        | 9        | 165   | 38    | 16    | 1        | 23    | 2     | 50    | 0     | 4     | 71    | 7        | .284  | .366     | .403     | .769  |
| 2018       | 阪神       | 20    | 53    | 45    | 7     | 19    | 3        | 0        | 1        | 25    | 6     | 4     | 0        | 1     | 1     | 6     | 0     | 0     | 8     | 1        | .422  | .481     | .556     | 1.037 |
| 2019       | 阪神       | 62    | 119   | 104   | 10    | 20    | 4        | 0        | 1        | 27    | 6     | 5     | 0        | 3     | 1     | 11    | 0     | 0     | 37    | 1        | .192  | .267     | .260     | .527  |
| 2020       | 阪神       | 25    | 51    | 41    | 2     | 7     | 3        | 0        | 0        | 10    | 4     | 2     | 2        | 5     | 1     | 4     | 0     | 0     | 11    | 2        | .171  | .239     | .244     | .483  |
| 通算：11年 | 通算：11年 | 698   | 2317  | 1969  | 294   | 522   | 107      | 8        | 30       | 735   | 161   | 94    | 33       | 79    | 10    | 239   | 2     | 20    | 400   | 24       | .265  | .349     | .373     | .722  |

### 年度別守備成績
| 年 度 | 球 団 | 一塁  | 一塁  | 一塁  | 一塁  | 一塁  | 一塁     | 二塁  | 二塁  | 二塁  | 二塁  | 二塁  | 二塁     | 遊撃  | 遊撃  | 遊撃  | 遊撃  | 遊撃  | 遊撃     | 三塁  | 三塁  | 三塁  | 三塁  | 三塁  | 三塁     |
| 年 度 | 球 団 | 試 合 | 刺 殺 | 補 殺 | 失 策 | 併 殺 | 守 備 率 | 試 合 | 刺 殺 | 補 殺 | 失 策 | 併 殺 | 守 備 率 | 試 合 | 刺 殺 | 補 殺 | 失 策 | 併 殺 | 守 備 率 | 試 合 | 刺 殺 | 補 殺 | 失 策 | 併 殺 | 守 備 率 |
| ----- | ----- | ----- | ----- | ----- | ----- | ----- | -------- | ----- | ----- | ----- | ----- | ----- | -------- | ----- | ----- | ----- | ----- | ----- | -------- | ----- | ----- | ----- | ----- | ----- | -------- |
| 2010  | 阪神  | -     | -     | -     | -     | -     | -        | 8     | 8     | 8     | 0     | 0     | 1.000    | -     | -     | -     | -     | -     | -        | -     | -     | -     | -     | -     | -        |
| 2011  | 阪神  | -     | -     | -     | -     | -     | -        | 33    | 37    | 51    | 4     | 11    | .957     | 9     | 9     | 25    | 0     | 2     | 1.000    | -     | -     | -     | -     | -     | -        |
| 2012  | 阪神  | -     | -     | -     | -     | -     | -        | 52    | 135   | 135   | 5     | 27    | .982     | -     | -     | -     | -     | -     | -        | -     | -     | -     | -     | -     | -        |
| 2013  | 阪神  | -     | -     | -     | -     | -     | -        | 14    | 27    | 39    | 2     | 7     | .971     | -     | -     | -     | -     | -     | -        | 3     | 0     | 1     | 1     | 0     | .500     |
| 2014  | 阪神  | -     | -     | -     | -     | -     | -        | 129   | 279   | 371   | 17    | 75    | .975     | -     | -     | -     | -     | -     | -        | -     | -     | -     | -     | -     | -        |
| 2015  | 阪神  | -     | -     | -     | -     | -     | -        | 107   | 262   | 321   | 12    | 62    | .980     | -     | -     | -     | -     | -     | -        | -     | -     | -     | -     | -     | -        |
| 2016  | 阪神  | -     | -     | -     | -     | -     | -        | 26    | 35    | 53    | 4     | 6     | .957     | -     | -     | -     | -     | -     | -        | 5     | 0     | 10    | 3     | 0     | .769     |
| 2017  | 阪神  | -     | -     | -     | -     | -     | -        | 115   | 216   | 289   | 5     | 60    | .990     | -     | -     | -     | -     | -     | -        | -     | -     | -     | -     | -     | -        |
| 2018  | 阪神  | -     | -     | -     | -     | -     | -        | 12    | 23    | 28    | 1     | 8     | .981     | -     | -     | -     | -     | -     | -        | -     | -     | -     | -     | -     | -        |
| 2019  | 阪神  | 4     | 4     | 0     | 0     | 0     | 1.000    | 12    | 23    | 28    | 1     | 8     | .981     | -     | -     | -     | -     | -     | -        | -     | -     | -     | -     | -     | -        |
| 2020  | 阪神  | -     | -     | -     | -     | -     | -        | 15    | 15    | 24    | 0     | 5     | 1.000    | -     | -     | -     | -     | -     | -        | -     | -     | -     | -     | -     | -        |
| 通算  | 通算  | 4     | 4     | 0     | 0     | 0     | 1.000    | 541   | 1079  | 1364  | 51    | 272   | .979     | 9     | 9     | 25    | 0     | 2     | 1.000    | 8     | 0     | 11    | 4     | 0     | .733     |

- 各年度の太字はリーグ最高

### 表彰
- JA全農Go・Go賞：1回（最多二・三塁打賞：2012年8月）

### 記録
初記録
- 初出場：2010年7月8日、対東京ヤクルトスワローズ11回戦（阪神甲子園球場）、8回表に二塁手で出場
- 初打席：同上、8回裏に松岡健一から遊飛
- 初盗塁：2010年7月9日、対横浜ベイスターズ8回戦（阪神甲子園球場）、8回裏に二盗（投手：真田裕貴、捕手：橋本将）
- 初安打・初打点：2010年8月25日、対広島東洋カープ16回戦（京セラドーム大阪）、8回裏に梅津智弘から左前適時打
- 初先発出場：2010年9月5日、対広島東洋カープ20回戦（MAZDA Zoom-Zoom スタジアム広島）、8番・二塁手で先発出場
- 初本塁打：2011年7月1日、対横浜ベイスターズ6回戦（倉敷マスカットスタジアム）、8回裏に大原慎司から左越2ラン

その他記録
- 1試合3失策：2014年6月29日、対中日ドラゴンズ12回戦（阪神甲子園球場） ※二塁手のセントラル・リーグ最多タイ記録[61]
- 1試合2三塁打：2014年8月1日、対横浜DeNAベイスターズ戦（阪神甲子園球場） ※セ・リーグ最多タイ記録[62]

### 背番号
- 4（2009年 - 2016年、2014年日米野球日本プロ野球80周年記念試合）
- 00（2017年 - 2020年）
- 40（2023年）
- 71（2024年 - ）

### 登場曲
- 「フィール・イット」Three 6 Mafia feat. フロー・ライダー、ショーン・キングストン & DJ ティエスト（2009年 - 2012年）
- 登場曲なし（2013年 - 2019年） - 本人曰く「ファンの歓声がテーマソング」とのことで、2013年から2019年まで登場曲を設定していなかった。
- 「僕のこと」Mrs. GREEN APPLE（2020年）

## 関連情報

### 出演
CM
- 上新電機（2016年 - 2018年） 
  - チームメイトの藤浪晋太郎（2018年から秋山拓巳）および、梅野隆太郎（2017年から岩貞祐太）と共演。広告などのイメージキャラクターも務めた。